# Ciosaniec (przystanek kolejowy w województwie wielkopolskim)
Ciosaniec – zlikwidowana w 1945 roku stacja kolejowa, później przystanek osobowy i ładownia kolejowa w Ciosańcu, w gminie Okonek, w powiecie złotowskim, w województwie wielkopolskim, w Polsce.